# Arcieparchia di Mosul e Aqra dei Caldei
L'arcieparchia di Mosul e Aqra dei Caldei (in latino Archieparchia Mausiliensis et Akrensis) è una sede della Chiesa cattolica caldea in Iraq. Nel 2023 contava 4.050 battezzati. È retta dall'arcieparca Najib Mikhael Moussa, O.P.

## Territorio
La diocesi comprende parte del governatorato di Ninive nel nord dell'Iraq.
Sede arcieparchiale è la città di Mosul, dove si trova la cattedrale della Vergine Maria (Mārt Meskinta). A Aqra sorge l'ex cattedrale di Santa Maria (Mariam al Adra cathedral), che tuttavia non è più in uso dal 1963.
Il territorio è suddiviso in 9 parrocchie.

## Storia

### Arcieparchia di Mosul
Fin dai primi secoli del cristianesimo Mosul ebbe una comunità cristiana, che aderì al nestorianesimo a partire dal V secolo entrando a far parte della Chiesa d'Oriente. Questa comunità in origine dipendeva dalla diocesi nestoriana di Ninive, nella provincia ecclesiastica dell'Adiabene, che aveva come sede metropolitana Arbela, l'odierna Arbil.
Dopo la conquista araba della regione, la città di Mosul crebbe d'importanza: ciò comportò il trasferimento della sede vescovile da Ninive a Mosul e poi, durante il patriarcato di Timoteo I (circa 780-823), il trasferimento della sede metropolitana da Arbela a Mosul. A partire dal 790 sono noti i nomi di una quindicina di metropoliti di Arbela e Mosul, fino all'inizio del XIV secolo. In seguito, a partire dal XVI secolo, l'arcieparchia divenne la sede propria dei patriarchi nestoriani, che risiedevano nel monastero di Rabban Ormisda, presso Alqosh, 50 km a nord di Mosul.
Nella prima metà dell'Ottocento il patriarcato nestoriano di Mosul aderì al cattolicesimo. Il 5 luglio 1830 Yukhannan Hormizd fu riconosciuto dalla Santa Sede come Patriarca di Babilonia dei Caldei, ossia patriarca di Baghdad. Baghdad infatti è stata la sede storica dei patriarchi della Chiesa d'Oriente dalla seconda metà dell'VIII secolo fino alla fine del XIII secolo quando, a causa della distruzione della città ad opera dei Mongoli, i patriarchi trasferirono la loro sede nel montagnoso nord della Mesopotamia, conservando comunque sempre il titolo di "arcivescovi di Baghdad o Babilonia", titolo che con l'Hormizd passò alla Chiesa cattolica caldea.
Da quel momento i patriarchi governarono le due sedi unite di Mosul e di Baghdad tramite dei vicari patriarcali. La maggior parte dei caldei cattolici si trovava nella regione di Mosul. Nel 1896 la sola arcieparchia di Mosul, con i villaggi da essa dipendenti, contava 23.700 fedeli cattolici, con 11 parrocchie (e 18 chiese), 45 preti secolari e 26 preti regolari dell'Ordine Antoniano di Sant'Ormisda dei Caldei. Nel 1913 i fedeli erano 32.000, con 45 preti e 22 chiese.
A metà del XX secolo, il patriarca trasferì la sua sede a Baghdad. Per questo motivo, con il trasferimento di sede, fu eretta canonicamente l'eparchia di Mosul dei Caldei il 24 ottobre 1960 in forza della bolla Amoris Nostri di papa Giovanni XXIII, ricavandone il territorio dall'arcieparchia di Baghdad.
Il 14 febbraio 1967 l'eparchia è stata elevata al rango di arcieparchia.
La cattedrale fu l'obiettivo di una bomba nel dicembre del 2004, che la danneggiò seriamente. La residenza del vescovo era un edificio moderno a due piani a 10 km dalla cattedrale, inaugurato nel 1995 e anch'esso distrutto il 12 agosto 1995 da cinque assalitori che lo saccheggiarono e lo fecero esplodere con la dinamite.
Il 29 febbraio 2008 l'arcieparca Paulos Faraj Rahho è stato rapito da un commando di uomini armati, mentre usciva dalla chiesa dello Spirito Santo, poco dopo la celebrazione del pio esercizio della Via Crucis. Dopo trattative per la sua liberazione, il presule è stato trovato morto il 12 marzo successivo nei dintorni di Mosul.
Nel luglio del 2014 i jihādisti dell'autoproclamato "califfo" Abu Bakr al-Baghdadi hanno conquistato Mosul, costringendo la popolazione cristiana caldea alla fuga in direzione del Kurdistan.

### Eparchia di Aqra
Fino al Trecento, la regione di Aqra faceva parte della diocesi di Marga, antica sede della Chiesa d'Oriente, suffraganea dell'arcidiocesi di Arbela nell'Adiabene, attestata dall'VIII al XIV secolo.
Ignota è l'origine della comunità nestoriana di Aqra; è attestata una diocesi nestoriana in questa città nel 1630, composta da circa 1.700 famiglie, con un vescovo di nome Hénan-Jésus.
Tra la fine del Settecento e l'inizio dell'Ottocento ci fu un consistente movimento di adesione al cattolicesimo, concomitante con la professione di fede cattolica di Augustin Hindi.
L'eparchia fu eretta da papa Pio IX nel 1850, con territorio ricavato da quello dell'eparchia di Amadiya (oggi eparchia di Duhok).
Tra i vescovi più conosciuti di Aqra ci fu Giovanni Elia Mellus, autore di uno scisma chiamato mellusiano, nei contrasti che videro coinvolti nella seconda metà dell'Ottocento la Santa Sede e il patriarca Yosep VI Audo nella questione relativa al Malabar.
Il 23 aprile 1895 l'eparchia fu unita a quella di Amadiya in forza del breve Ob impensam di papa Leone XIII, ma il 24 febbraio 1910, con il breve Quae ad spirituale di papa Pio X, le diocesi furono nuovamente separate. Contestualmente Aqra fu affidata in amministrazione ai patriarchi di Babilonia, che la governarono tramite dei vicari patriarcali, fino alla nomina nel 1947 di Paul Cheikho, futuro patriarca della Chiesa caldea.

### Arcieparchia di Mosul e Aqra
Il 22 dicembre 2018 la sede di Aqra è stata soppressa ed unita all'arcieparchia di Mosul, che contestualmente ha assunto il nome attuale.

## Cronotassi
Si omettono i periodi di sede vacante non superiori ai 2 anni o non storicamente accertati.

### Arcieparchi di Mosul
- Emmanuel Daddi † (27 giugno 1960 - 11 gennaio 1980 deceduto)
- Georges F. Garmou † (23 aprile 1980 - 9 settembre 1999 deceduto)
- Paulos Faraj Rahho † (12 gennaio 2001 - marzo 2008 deceduto)
- Amel Shamon Nona (13 novembre 2009 - 15 gennaio 2015 nominato arcieparca, titolo personale, di San Tommaso Apostolo di Sydney dei Caldei)
  - Sede vacante (2015-2018)

### Eparchi di Aqra
- Elia Sefaro † (1852 - 1863 deceduto)
- Giovanni Elia Mellus † (5 giugno 1864 consacrato - 4 settembre 1890 nominato eparca di Mardin)
- Giovanni Sahhar † (2 settembre 1892 - 13 giugno 1909 deceduto)
  - Sede vacante (1909-1947)
- Paul Cheikho † (22 febbraio 1947 - 28 giugno 1957 nominato eparca di Aleppo)
- André Sana † (20 giugno 1957 - 14 dicembre 1977 nominato arcieparca di Kirkuk)
- Abdul-Ahad Rabban, O.A.O.C. † (23 aprile 1980 - 25 luglio 1998 deceduto)
  - Sede vacante (1998-2018)[10]

### Arcieparchi di Mosul e Aqra
- Najib Mikhael Moussa, O.P., dal 22 dicembre 2018

## Statistiche
L'arcieparchia nel 2023 contava 4.050 battezzati.
| anno                         | popolazione | popolazione | popolazione | presbiteri | presbiteri | presbiteri | presbiteri                | diaconi | religiosi | religiosi | parrocchie |
| anno                         | battezzati  | totale      | %           | numero     | secolari   | regolari   | battezzati per presbitero | diaconi | uomini    | donne     | parrocchie |
| ---------------------------- | ----------- | ----------- | ----------- | ---------- | ---------- | ---------- | ------------------------- | ------- | --------- | --------- | ---------- |
| arcieparchia di Mosul        |             |             |             |            |            |            |                           |         |           |           |            |
| 1969                         | 17.000      | 600.000     | 2,8         | 27         | 17         | 10         | 629                       |         | 14        | 85        | 6          |
| 1980                         | 18.500      | ?           | ?           | 14         | 12         | 2          | 1.321                     |         | 3         | 4         | 7          |
| 1990                         | 19.850      | ?           | ?           | 19         | 17         | 2          | 1.044                     |         | 4         | 75        | 9          |
| 1999                         | 20.000      | ?           | ?           | 16         | 12         | 4          | 1.250                     | 2       | 4         | 2         | 9          |
| 2000                         | 20.000      | ?           | ?           | 17         | 13         | 4          | 1.176                     | 2       | 5         | 6         | 11         |
| 2001                         | 20.500      | ?           | ?           | 16         | 12         | 4          | 1.281                     | 2       | 4         | 2         | 11         |
| 2002                         | 21.105      | ?           | ?           | 16         | 12         | 4          | 1.319                     | 1       | 4         | 2         | 11         |
| 2003                         | 50.000      | ?           | ?           | 14         | 12         | 2          | 3.571                     | 1       | 2         | 2         | 10         |
| 2004                         | 20.600      | ?           | ?           | 14         | 10         | 4          | 1.471                     | 1       | 6         |           | 10         |
| 2009                         | 16.815      | ?           | ?           | 14         | 8          | 6          | 1.201                     |         | 9         | 11        | 13         |
| 2013                         | 14.100      | ?           | ?           | 8          | 7          | 1          | 1.762                     | 1       | 2         | 2         | 9          |
| 2016                         | 14.100      | ?           | ?           | 8          | 6          | 2          | 1.762                     | 1       | 3         | 2         | 15         |
| 2019                         | 5.000       | ?           | ?           | 13         | 13         |            | 384                       |         | 1         | 6         | 7          |
| eparchia di Aqra             |             |             |             |            |            |            |                           |         |           |           |            |
| 1896                         | 1.000       | ?           | ?           | 8          |            |            | 125                       |         |           |           | 13         |
| 1913                         | 2.390       | ?           | ?           | 16         |            |            | 149                       |         |           |           | 10         |
| 1948                         | ?           | ?           | ?           | 2          | 1          | 1          | 0                         |         |           |           | 3          |
| 1958                         | 1.636       | 32.723      | 5,0         | 5          | 3          | 2          | 327                       |         | 2         | 9         | 7          |
| 1970                         | 550         | 85.000      | 0,6         | 1          | 1          |            | 550                       |         |           |           | 3          |
| 1980                         | 150         | ?           | ?           | 1          | 1          |            | 150                       |         |           |           | 2          |
| 1990                         | 245         | ?           | ?           | 3          | 2          | 1          | 81                        |         | 1         |           | 1          |
| 1999                         | 176         | ?           | ?           | 2          | 2          |            | 88                        |         |           |           | 3          |
| 2000                         | 192         | ?           | ?           | 2          | 2          |            | 96                        |         |           |           | 1          |
| 2001                         | 263         | ?           | ?           | 2          | 2          |            | 131                       |         |           |           | 4          |
| 2002                         | 271         | ?           | ?           | 2          | 2          |            | 135                       |         |           |           | 4          |
| 2003                         | 300         | ?           | ?           | 2          | 2          |            | 150                       |         |           |           | 4          |
| 2004                         | 310         | ?           | ?           | 2          | 2          |            | 155                       |         |           |           | 4          |
| 2009                         | 1.051       | ?           | ?           | 2          | 2          |            | 525                       |         |           |           | 4          |
| 2012                         | 1.190       | ?           | ?           | 2          | 2          |            | 595                       |         |           |           | 4          |
| 2015                         | 1.372       | ?           | ?           | 2          | 2          |            | 686                       |         |           |           | 4          |
| 2018                         | 1.414       | ?           | ?           | 2          | 2          |            | 707                       |         |           |           | -          |
| arcieparchia di Mosul e Aqra |             |             |             |            |            |            |                           |         |           |           |            |
| 2021                         | 3.950       | ?           | ?           | 13         | 13         |            | 303                       |         | 1         | 2         | 9          |
| 2023                         | 4.050       | ?           | ?           | 13         | 13         |            | 311                       |         | 1         | 2         | 9          |